# Elyasa Süme
Abdullah Elyasa Süme (Wesel, 20 november 1986) is een Turkse voetballer van Duitse afkomst die bij voorkeur als verdediger speelt. Hij verruilde in augustus 2014 Kasımpaşa SK voor Gaziantepspor. Eerder speelde Süme voor KFC Uerdingen 05, Rhenania Alsdorf, Samsunspor, Diyarbakırspor, Ankaragücü en een eerste keer voor Gaziantepspor. Hij speelde in 2004 één keer in Turkije U-21.